# Haworthia fusca
Haworthia fusca är en grästrädsväxtart som beskrevs av Ingo Breuer. Haworthia fusca ingår i släktet Haworthia och familjen grästrädsväxter. Inga underarter finns listade i Catalogue of Life.